# Александров, Румен
Румен Александров (род. 26 июня 1960, София) — болгарский тяжелоатлет, чемпион Европы, серебряный призёр чемпионата мира и летних Олимпийских игр 1980 года в Москве, олимпийский рекордсмен. Заслуженный мастер спорта Болгарии.

## Карьера
На чемпионате Европы 1980 года в Белграде Александров стал чемпионом с результатом 390 кг (175 + 215), опередив при этом двух советских атлетов Валерия Шария (170 + 212,5 = 382,5 кг) и Геннадия Бессонова (167,5 + 215 = 382,5 кг).
На Олимпиаде в Москве болгарин завоевал олимпийское серебро (170 + 205 = 375 кг), уступив венгру Петеру Бачако (170 + 207,5 = 377,5 кг) и опередив представителя ГДР Франка Мантека (165 + 205 = 370 кг). По ходу соревнований Александровым был установлен олимпийский рекорд в рывке — 170 кг. В рамках олимпийского турнира также были разыграны медали 54-го чемпионата мира по тяжёлой атлетике.